# I Cugini di Campagna
I Cugini di Campagna este o formație italiană de muzică ușoară și muzică pop.